# Kostomlaty nad Labem
Kostomlaty nad Labem – gmina w Czechach, w powiecie Nymburk, w kraju środkowoczeskim. Według danych z dnia 1 stycznia 2013 liczyła 1 762 mieszkańców.
W miejscowości jest stacja kolejowa Kostomlaty nad Labem.